# G-22

Países integrantes do G22.

O Grupo dos 22 foi anunciado pelos líderes da APEC, em Vancouver, em novembro de  1997. A intenção era de estabelecer uma programação de reuniões entre ministros das finanças e presidentes de bancos centrais para discutir questões pertinentes ao sistema financeiro  global. O grupo era constituído pelo G8 e outros 14 países. 
Sua primeira reunião foi em 1998, em Washington, D.C., para discutir a estabilidade do sistema financeiro internacional e os mercados de capitais. 
O G22 foi sucedido pelo Grupo dos 33 (G33) e, depois, pelo Grupo dos 20 (G20).